# شفتالوباغ علیا
شفتالوباغ علیا روستایی در دهستان آق‌التین بخش مرکزی شهرستان آق‌قلا استان گلستان ایران است.
نام دیگر این روستا «قره باش» می باشد که نام قدیمی روستا به شمار میرود
این روستا از طرف شمال با روستای اوچ تپه
از طرف جنوب با روستای پیرواش
از طرف شرق با روستای آشوربای
و از طرف غرب با روستاهای شفتالوباغ سفلی و کرد 
همسایه می باشد..

## جمعیت
بر پایه سرشماری عمومی نفوس و مسکن در سال ۱۳۹۵ جمعیت این مکان ۲٬۲۰۲ نفر (۵۴۱خانوار) بوده‌است.